# Tout est bien qui finit bien
Pour les articles homonymes, voir All's Well That Ends Well.
 (juin 2021).
Si vous disposez d'ouvrages ou d'articles de référence ou si vous connaissez des sites web de qualité traitant du thème abordé ici, merci de compléter l'article en donnant les références utiles à sa vérifiabilité et en les liant à la section « Notes et références ».
Tout est bien qui finit bien (All's Well That Ends Well) est une comédie écrite par William Shakespeare probablement entre 1601 et 1608. Une théorie publiée en 2012 postule que Thomas Middleton aurait collaboré avec Shakespeare à l’écriture de cette pièce.

## Personnages
- Le Roi de France ;
- Le Duc de Florence ;
- Bertrand, comte de Roussillon ;
- Lafeu, vieux courtisan ;
- Parolles, parasite à la suite de Bertrand ;
- Plusieurs jeunes seigneurs français, qui servent avec Bertrand dans la guerre de Florence ;
- Un intendant, au service de la comtesse ;
- Un paysan bouffon, au service de la comtesse de Roussillon ;
- La comtesse de Roussillon, mère de Bertrand ;
- Hélène, protégée de la comtesse ;
- Une vieille veuve de Florence ;
- Diane, fille de cette veuve ;
- Violenta, voisine et amie de la veuve ;
- Mariana, voisine et amie de la veuve ;
- Seigneurs de la cour du Roi ;
- Un page, officiers, soldats français et florentins.

## Argument
La scène est tantôt en France, tantôt en Toscane.
Hélène, orpheline d'un médecin célèbre et pupille de la comtesse de Roussillon, est désespérément amoureuse du fils de la comtesse, le comte Bertrand, qui a été envoyé à la cour du roi de France. Malgré sa beauté et ses qualités naturelles, Hélène n'a aucun espoir d'attirer Bertrand, car elle est de basse naissance alors qu’il est noble. Cependant, quand un mot lui apprend que le roi est malade, elle se rend à Paris et, utilisant les talents que son père lui a transmis, le soigne de la fistule dont il souffre. En récompense, elle se voit offrir la possibilité d’épouser tout homme du royaume. Elle choisit Bertrand.
Son nouveau mari est consterné par cette nouvelle. Peu de temps après la noce, il fuit la France, accompagné par un scélérat nommé Parolles, pour combattre dans l'armée du duc de Florence.
Hélène retourne à la maison de la comtesse et reçoit une lettre de Bertrand qui l'informe qu’il ne sera jamais son conjoint, à moins qu'elle ne parvienne à lui glisser sa bague au doigt et à tomber enceinte de lui, ce qui, déclare-t-il, n’arrivera jamais. La comtesse, qui aime Hélène et approuve son mariage, tente de la réconforter, mais la jeune femme éperdue de douleur quitte Roussillon, envisageant de faire un pèlerinage religieux.
Pendant ce temps, à Florence, Bertrand est devenu général dans l'armée du duc. Hélène qui arrive dans cette ville, découvre que son mari tente de séduire Diana, la fille d'une veuve sympathique. Diana veut rester vierge et propose son aide à Hélène. Elle offre « sa » bague à Bertrand comme gage de son amour (elle offre en réalité la bague d’Hélène), et lorsqu’il vient dans sa chambre une nuit, Hélène a pris sa place. Ils ont des rapports sexuels sans que Bertrand se doute qu'il couche avec Hélène. Pendant ce temps, deux seigneurs de l'armée accusent Parolles d’être un lâche et un vaurien, et Bertrand lui retire son amitié. Des faux messagers propagent la rumeur qu’Hélène est morte et, comme la guerre tire à sa fin, Bertrand décide de rentrer en France. Sans qu’il le sache, Hélène le suit, accompagnée de Diana et de la veuve.
En Roussillon, tout le monde fait semblant de porter le deuil d’Hélène. Le roi est en visite, et consent à un mariage entre Bertrand et la fille d'un vieux partisan nommé Lafeu. Cependant, il remarque au doigt de Bertrand la bague qui appartenait à Hélène. C'est le cadeau qu’il lui avait fait lorsqu’elle lui avait sauvé la vie. Bertrand est bien en peine d’expliquer d'où elle provient. Diana et sa mère interviennent alors pour expliquer la supercherie conçue par Hélène. Cette dernière, informe son mari que les deux conditions qu’il avait posées à la réalisation de leur union ont été remplies. Bertrand accepte les affirmations de sa femme, mais dans la plupart des interprétations modernes de la pièce, il garde son amertume.

## Analyse
Cette pièce est souvent classée dans les comédies à problème parce qu’elle ne peut être considérée ni tout à fait comme une comédie ni comme une tragédie. C’est une des pièces de Shakespeare les moins jouées, en partie à cause de l’étrange mixité de logique de conte de fée et de réalisme cynique.
Le personnage d’Hélène a été critiqué par les auteurs de l’époque victorienne qui la jugeaient dépourvue de féminité en raison de sa force de caractère. Quant à l'amour d'Hélène pour le si peu aimable Bertrand, s'il semble difficile à expliquer en première lecture, une fois la pièce mise en scène, il peut être rendu plus compréhensible si l’acteur choisi est doté d’un charme irrésistible ou s’il donne à ce personnage un aspect naïf et innocent qui peut rendre crédible son inaptitude à l'amour, même si, comme Hélène et le public peuvent le constater, il est capable d’émotions. Cette dernière forme d’interprétation pourrait également justifier la scène finale dans laquelle Bertrand passe subitement de la haine à l'amour en une seule réplique. Cette fameuse réplique est réputée pour être d’une grande difficulté d’interprétation pour les partisans du réalisme psychologique. Toutefois, certains des lectures alternatives insistent sur le « si » dans sa promesse équivoque : « Si elle peut me prouver cela clairement, je veux, mon prince, l'aimer tendrement, à jamais, à jamais. » Ce « si » peut laisser entendre qu’il n'y a pas eu le moindre changement de sentiments de la part de Bertrand. Dans certaines mises en scène, telles que celle du National Theatre en 2009, Bertrand fait sa promesse de façon neutre et à la fin de la pièce, alors qu’il tient la main d’Hélène, il jette au public un regard de désarroi, suggérant qu'il n’a fait que sauver la face devant le roi.
Beaucoup de critiques estiment que la fin tronquée est décevante et la conversion de Bertrand trop soudaine. Diverses explications ont été proposées à ce sujet, dont - comme souvent lorsque l’on trouve un défaut à Shakespeare - une portion de texte manquante. Certains suggèrent que la conversion de Bertrand se doit de revêtir un caractère soudain et presque « magique » pour apporter davantage de crédit à la puissance de persuasion d’Hélène.
On pourrait faire valoir que la forme conditionnelle de la reddition de Bertrand offre un caractère comique, compte tenu de l’immense difficulté des tâches qu'il avait tout d’abord fixées à Hélène. Il promet à présent de l'aimer « à jamais, à jamais »  si elle remplit la condition infiniment plus simple d'expliquer comment elle est parvenue à ses fins.
En dépit de ses comportements choquants, Bertrand peut apparaître comme séduisant. Le tournage de la mise en scène de 1967 avec Ian Richardson a malheureusement été détruit, mais différents témoignages (dont le compte rendu de The New Cambridge Shakespeare en 2003) affirment que le personnage de Bertrand y était sympathique et même charmant. Celui de Ian Charleson (dans la version à succès de la BBC en 1981) est froid et égoïste, mais toujours séduisant. En 1992, dans la version de Richard Monette, David Snellgrove campe un Bertrand  jeune et immature.
Le personnage de la comtesse de Roussillon est plus facilement admirable. Pour George Bernard Shaw, c’est même « le rôle de femme âgée le plus beau qui ait jamais été écrit ». Ce personnage est très prisé des actrices de théâtre d’un certain âge. Dans les mises en scène anglaises modernes, ce rôle est fréquemment interprété par de grandes vedettes confirmées telles que Judi Dench ou Peggy Ashcroft.

## Inspiration
Shakespeare a tiré la fable de sa pièce d'une nouvelle du Décaméron, la neuvième nouvelle de la troisième journée, dont il aurait peut-être lu une version traduite dans le livre de William Painter, Palace of Pleasures. Il a cependant changé ou rajouté des noms (dans l'œuvre de Boccace, Hélène est appelée Giletta, et Diana est mentionnée seulement par « la fille de la gente dame »). De même, le sujet de prédilection du Décaméron étant l'amour, Boccace se concentre uniquement sur les relations entre Hélène et Bertrand; et toute l'intrigue politique entourant le comte de Roussillon et Parolles y est complètement absente. Outre ce genre de modifications, la pièce est fidèle au texte original du Moyen Âge.